# オーバーラップ (スポーツ)
スポーツにおいて使われるオーバーラップ (Overlap)の一例を、以下に列挙する。

## サッカーにおけるオーバーラップ
サッカーにおいてオーバーラップと言う言葉は、ボールを保持しているプレイヤーを、後ろの選手が追い越していくプレーを指す際に使用される。実際の試合では、特に左右のサイドを務めるMF・DFがオーバーラップすることで生じる連係プレーを指すことが多い。この場合、敵陣深くまで侵入したMFかDFがクロスボールを中央の位置にいるプレーヤーに供給することが第一目的に挙げられる。
日本においてこれが紹介された当初は、ボール保持者の外側（タッチライン側）から追い越す動きをオーバーラップ、内側（センター側）から追い越す動きをインナーラップ(Innerlap)、と区別して用いられたが、現在では共にオーバーラップと呼ばれることが多い。
現代サッカーにおいて、このオーバーラップ・プレーは連係の構成要素として非常に重要である。単純な一例を挙げると、ボールを保持しているプレイヤーAを追い越したプレイヤーBはそのプレイヤーAからパスを受け取り（そうでない場合もある）、パスを受け取ったプレイヤーBを更にプレイヤーAが追い越して再びパスを受ける。この細かいパスワークとポジションチェンジの繰り返しによって攻撃側は数的優位を作りながら敵陣内に斬り込むことが可能になり、同時に守備側のチェックを攪乱する事も出来る。
このようなオーバーラップを生かした連係は個の能力もさることながら、プレーヤー同士の相互理解と連係習熟度の深化が何よりも問われる高度なプレーである。まずディフェンダーには敵陣と自陣を往復する運動量が要求される。更にサイドバックに限らずディフェンダーがオーバーラップすると言うことはそれだけ守備が手薄になることを意味するため、連係ミスを犯した次の瞬間ピンチに陥りかねない。またオーバーラップが攻撃に際し確実に有効な手段となるかと言えば一概には言えず、既に前線の選手同士で形成されている連係を壊すだけに終わる事も少なくない。そのような危うさは特にセンターバックのポジションに配されたプレーヤーがオーバーラップを仕掛けた時にしばしば見られる。
オーバーラップによって生じるメリットとデメリットをチーム全体が素早く把握し、より高度に、成熟した連係へと昇華させていくことが現代サッカーの選手には求められているのである。

## ラグビーにおけるオーバーラップ
ラグビーにおいてオーバーラップとはサッカーのような連係プレーと密接に関連した言葉としては使われず、単純に攻撃側に回ったプレーヤーが守備側のプレーヤーより数的優位に立っている状況を指すものである。